# Джордж Гамільтон (футболіст)
Джордж Гамільтон (англ. George Hamilton, 7 грудня 1917, Ірвін — 22 травня 2001, Абердин) — шотландський футболіст, що грав на позиції нападника, зокрема, за клуби «Квін оф зе Саут» та «Абердин», а також національну збірну Шотландії.
Чемпіон Шотландії. Володар Кубка Шотландії. 

## Клубна кар'єра
Народився 7 грудня 1917 року в місті Ірвін. Вихованець футбольної школи клубу «Ірвін Мідоу XI».
У дорослому футболі дебютував 1937 року виступами за команду «Квін оф зе Саут», в якій провів один сезон, взявши участь у 31 матчі чемпіонату. 
Своєю грою за цю команду привернув увагу представників тренерського штабу клубу «Абердин», до складу якого приєднався 1938 року. Відіграв за команду з Абердина наступні дев'ять сезонів своєї ігрової кар'єри. У складі «Абердина» був одним з головних бомбардирів команди, маючи середню результативність на рівні 0,56 голу за гру першості.
Протягом 1947—1948 років захищав кольори клубу «Гартс».
1948 року повернувся до клубу «Абердин». Цього разу провів у складі його команди сім сезонів.  В новому клубі був серед найкращих голеодорів, відзначаючись забитим голом в середньому щонайменше у кожній третій грі чемпіонату. За цей час виборов титул чемпіона Шотландії.
Завершив ігрову кар'єру у команді «Гамільтон Академікал», за яку виступав протягом 1955 року.

## Виступи за збірну
1946 року дебютував в офіційних матчах у складі національної збірної Шотландії. Протягом кар'єри у національній команді провів у її формі 5 матчів, забивши 4 голи.
Був присутній в заявці збірної на чемпіонаті світу 1954 року у Швейцарії, але на поле не виходив.
Помер 22 травня 2001 року на 84-му році життя у місті Абердин.

## Титули і досягнення
- Чемпіон Шотландії (1):

«Абердин»: 1954-1955
- Володар Кубка Шотландії (1):

«Абердин»: 1946-1947